# Planjane
Planjane (albanska: Pllanjan, serbiska: Плањане, albanska: Pllajni) är en ort i Kosovo. Den ligger i den södra delen av landet, 60 km söder om huvudstaden Priština. Planjane ligger 805 meter över havet och antalet invånare är 1 104.
Terrängen runt Planjane är bergig söderut, men norrut är den kuperad. Planjane ligger nere i en dal. Runt Planjane är det ganska tätbefolkat, med 222 invånare per kvadratkilometer. Närmaste större samhälle är Prizren, 9,1 km väster om Planjane. Omgivningarna runt Planjane är en mosaik av jordbruksmark och naturlig växtlighet.